# Белила (село, Болгария)
Белила (болг. Белила) — село в Болгарии. Находится в Бургасской области, входит в общину Средец. Население составляет 48 человек (2022).

## Политическая ситуация
Село Белила подчиняется непосредственно общине и не имеет своего кмета. Кмет (мэр) общины Средец — Тодор Пройков Станчев (Болгарская социалистическая партия (БСП)) по результатам выборов.
Кметский наместник в селе — Златка Михалева.